# إديث هان بير
إديث هان بير (بالألمانية: Edith Hahn Beer)‏ (و. 1914 – 2009 م) هي قاضية، وكاتِبة من النمسا، وإسرائيل، ولدت في فيينا، توفيت في لندن، عن عمر يناهز 95 عاماً.